# سفارت افغانستان در اسلام‌آباد
سفارت افغانستان در اسلام‌آباد مأموریت دیپلماتیک امارت اسلامی افغانستان در پاکستان است. سفیر کنونی آن نجیب الله علی‌خیل است.
سفارت جدیدی در حال حاضر در اسلام‌آباد ساخته می‌شود. پس از تکمیل، این سفارت تبدیل به بزرگترین سفارت افغانستان در خارج از کشور می‌شود.